# Poseidon (achtbaan)
Poseidon is een waterachtbaan in het Duitse pretpark Europapark, gebouwd door Mack Rides in 2000 en is een aangepaste versie van het model Water Coaster.

## Thema
Poseidon heeft een Grieks thema en is vernoemd naar de Griekse god van de zee Poseidon. De wachtrij en rit illustreren het verhaal van de Ilias en Odyssee, twee epische gedichten van de Griekse schrijver Homeros. De wachtrij begint onder het Paard van Troje, loopt door de stad zelf en eindigt in de tempel van Poseidon. Het eerste stuk van de rit vaart de bezoeker door de verwoeste restanten van Troje en de achtbaanrit zelf verbeeldt de thuisreis van Odysseus, op z'n hielen gezeten door Poseidon.

## De rit
De rit begint in de tempel van Poseidon. Hierna vaar je een buiten stuk in, om daarna de optakeling op te gaan. Dan volgt er het achtbaangedeelte van de rit boven de Pegasus, om te eindigen in het grote meer. Dan volgt er weer een vaar stuk om daarna de tweede optakeling op te gaan. Dan volgt er een afdaling vergelijkbaar met de afdaling van Atlantica SuperSplash, een snelle afdaling om vervolgens weer een stuk omhoog te gaan en te eindigen in het grote meer. Hierna vaart men rustig terug naar het uitstapstation.

## Locatie
Poseidon is gelegen in het Griekse gedeelte van het park, naast en op de Pegasus.

## Treinen

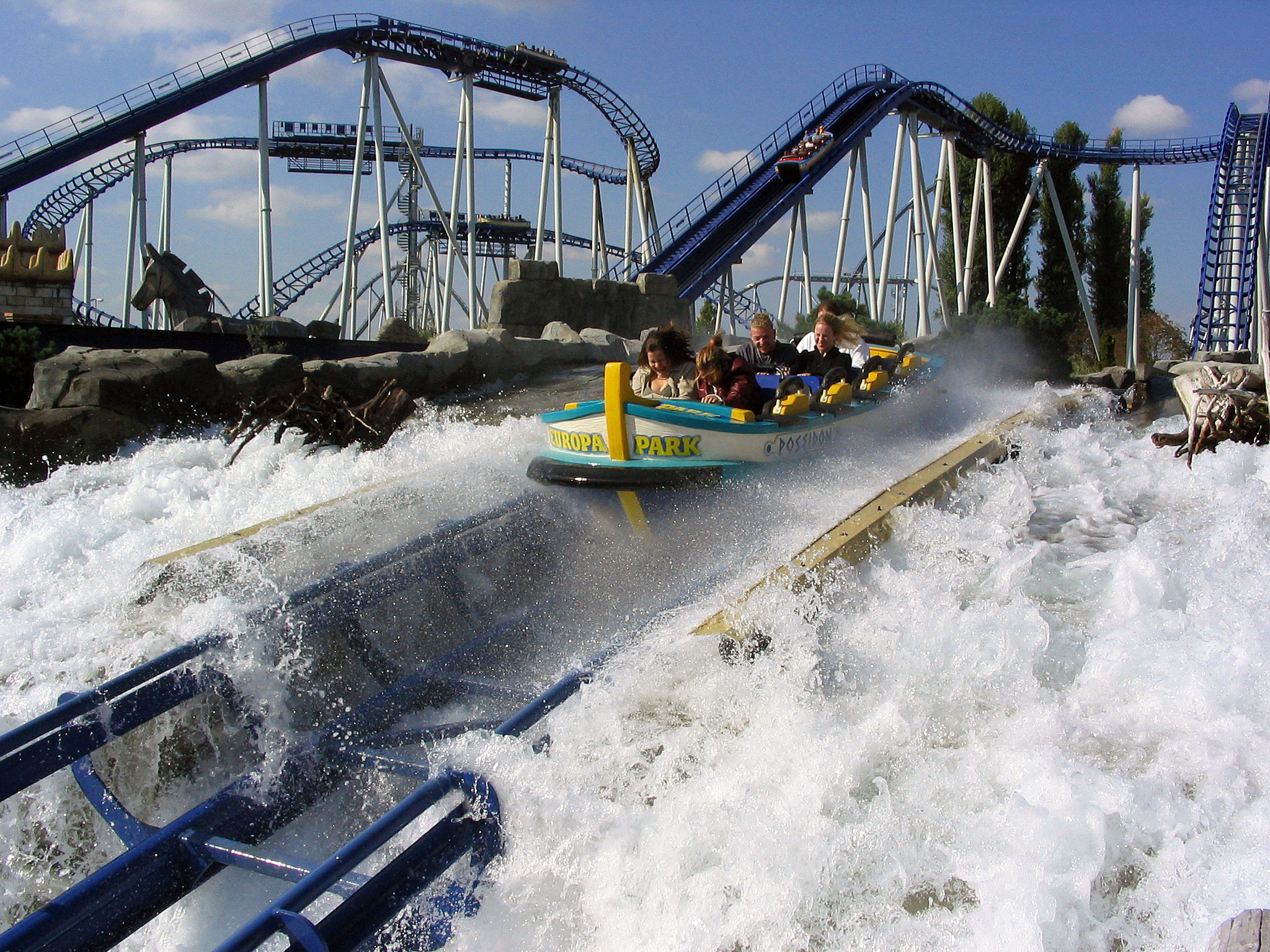
Poseidon

Poseidon heeft 22 boten. Er zijn 4 rijen waar per rij twee personen kunnen zitten, hierdoor kunnen er 8 personen in één boot.
Lijst van attracties in Europa-Park